# Étienne Gounot
Étienne Gounot est un homme politique français né le 1er novembre 1732 à Nevers (Nièvre) et décédé le 21 mai 1800 au même lieu.
Avocat à Nevers, il est député du tiers état aux États généraux de 1789 pour le bailliage de Nivernais, et siège avec la majorité.

## Sources
- « Étienne Gounot », dans Adolphe Robert et Gaston Cougny, Dictionnaire des parlementaires français, Edgar Bourloton, 1889-1891 [détail de l’édition]